# Agua Caliente de Tutuaca
Agua Caliente de Tutuaca är en ort i Mexiko.   Den ligger i kommunen Temósachi och delstaten Chihuahua, i den nordvästra delen av landet, 1 400 km nordväst om huvudstaden Mexico City. Agua Caliente de Tutuaca ligger 1 931 meter över havet och antalet invånare är 131.
Terrängen runt Agua Caliente de Tutuaca är huvudsakligen kuperad. Agua Caliente de Tutuaca ligger nere i en dal. Runt Agua Caliente de Tutuaca är det mycket glesbefolkat, med 2 invånare per kvadratkilometer. Det finns inga andra samhällen i närheten. I omgivningarna runt Agua Caliente de Tutuaca växer huvudsakligen savannskog.